# Minutemen (Band)
Minutemen war eine 1979 im kalifornischen San Pedro gegründete Hardcore- und Punkband, mit Einflüssen aus Funk, Country und der Mariachi-Musik. Die Platten der Band erschienen auf dem kalifornischen Label SST Records. Minutemen gehören zu den einflussreichsten Bands der kalifornischen Hardcore-Bewegung. Mit ihrem Sound beeinflussten sie zudem unter anderem den Alternative Rock und den Crossover.

## Name
Infolge einer Umbesetzung der Vorgängerband The Reactionaries benannte die Band sich nach einer Milizgruppe aus dem Amerikanischen Unabhängigkeitskrieg.

## Geschichte und Stil
Gitarrist und Sänger D. Boon, Bassist Mike Watt und Schlagzeuger George Hurley kombinierten Funk-Einflüsse mit der Dynamik des Punkrocks, wodurch sie einen aufgeregten, eklektischen Stil prägten, den sie selbst zwar als Punk bezeichneten, der sich vom klassischen Ramones-Muster jedoch stark unterschied. Die kalifornische Szene beeinflusste sich gegenseitig. Die Minutemen lernten früh die Punk-Heroen der Band Black Flag kennen, die ihnen auch einen Plattenvertrag mit ihrem Label SST gaben und mit denen sie zu Beginn ausgiebig live auftraten.
Zunächst waren ihre Songs meist kurz, kantig, ohne aufwändiges Arrangement. Dies war Teil des Konzepts, das die Band „econo“ (abgeleitet von „economical“) nannte: Auch in der Musik sollte man nicht unnötig Zeit und Aufwand verschwenden, wo er nicht unbedingt notwendig ist. Auch ansonsten sollte in Produktion, Tour etc. nicht viel Geld investiert werden („we jam econo“, siehe auch gleichnamiger Film von Tim Irwin). Stets brach die Band mit Konventionen, wie das in der Punk-Szene üblich war. Die LP Buzz or Howl Unter the Influence of Heat enthielt eine der ersten Hardcore-Aufnahmen mit einem Blasinstrument (The Product). 1984 erschien das bezeichnendste und erfolgreichste Album Double Nickels On the Dime, welches das Konzept econo auf die Spitze trieb, aber durchaus ordentlich produziert war.
Später veröffentlichte die Band eine Platte mit dem gegenteiligen Konzept: „mersh“ (Abgeleitet von commercial). Die LP Project Mersh wurde bewusst auf kommerziellen Erfolg hin eingespielt. Die Songs sind wesentlich länger und aufwendiger als auf dem Erfolgsalbum Double Nickels On the Dime, das 43 im Wesentlichen einminütige Songs enthielt. Im Gegensatz zu Double Nickels On The Dime wurde Project Mersh allerdings kein wirklicher Erfolg.
Danach, im Jahre 1985, erschien noch die LP 3 Way Tie (For Last), die wiederum ein neues Konzept verfolgte und unter anderem mit Coverversionen von Hardrockbands überraschte (u. a. von Meat Puppets, Blue Öyster Cult etc.). Die Band war eigentlich auf dem Weg zu einem nennenswerten kommerziellen Erfolg (sie sollte u. a. mit R.E.M. auch in größeren Arenen auftreten), als der tödliche Autounfall des Sängers D. Boon im Dezember 1985 den Aufstieg der Minutemen jäh beendete. Die Band löste sich umgehend auf.
Die verbliebenen Mitglieder gründeten bald darauf mit Ed Crawford, einem fanatischen Anhänger der Minutemen, die Formation fIREHOSE.
Heute kennt man Minutemen vor allem durch ihren Song Corona, welcher als Titelmelodie der MTV-Serie Jackass fungierte.

## Diskografie
(alle Veröffentlichungen bei SST Records)

### LPs
- 1981: The Punch Line
- 1982: What Makes a Man Start Fires?
- 1984: The Politics of Time (New Alliance)
- 1984: Double Nickels on the Dime
- 1985: Three-Way Tie for Last
- 1986: Ballot Result

### EPs
- 1980: Paranoid Time
- 1981: Joy
- 1982: Bean-Spill (Thermidor)
- 1983: Buzz or Howl Under the Influence of Heat
- 1984: Tour-Spiel (Reflex)
- 1985: Project: Mersh
- 1985: Minuteflag (zusammen mit Black Flag)